# Yanhe
För andra betydelser, se Yanhe (olika betydelser).
Yanhe, tidigare stavat Yenho, är ett autonomt härad för tujia-folket  som lyder under Tongrens stad på prefekturnivå i Guizhou-provinsen i sydvästra Kina.